# اکسل اشپرینگر اس.ای
اکسل اشپرینگر اس.ای (انگلیسی: Axel Springer SE) شرکت انتشارات آلمانی است، یک شرکت چندملیتی رسانه‌ای جمعی و آنلاین اروپایی است که در برلین، آلمان مستقر است. این شرکت چاپ و انتشار تبلیغات، نمونه کارهای آگهی‌های طبقه‌بندی‌شده دیجیتال، مدل‌های بازاریابی و خدمات مرتبط را ارائه می‌دهد. فعالیت‌های اکسل اشپرینگر به رسانه‌های خبری، رسانه‌های طبقه‌بندی‌شده و رسانه‌های بازاریابی تقسیم می‌شود. این شرکت به عنوان یک شرکت اروپایی انتشارات (SE) سازماندهی شده است و یکی از بزرگترین ناشران رسانه‌های جمعی در اتحادیه اروپا به شمار می‌رود که دارای برندهای خبری چندرسانه‌ای متعددی مانند بیلد، دی ولت ، فکت و سایت خبری سیاسی پولیتیکو ایالات متحده است که اکسل اشپرینگر در سال ۲۰۲۱ آن را خریداری کرد. این شرکت در سال ۱۹۴۶ توسط اکسل اشپرینگر تأسیس شد.